# Chevalier jaune
Moxostoma valenciennesi
Espèce
Statut de conservation UICN

 LC  : Préoccupation mineure
Le chevalier jaune (Moxostoma valenciennesi) est un poisson de la famille des catostomidés.